# Повесть пламенных лет
«По́весть пла́менных лет» — первый советский игровой широкоформатный фильм, снятый в 1960 году Юлией Солнцевой. Премьера состоялась 23 февраля 1961 года в московском кинотеатре «Мир».
В мае 1961 года фильм награждён призом за лучшую режиссуру на Каннском кинофестивале.

## Сюжет
1941 год. Началась Великая Отечественная война, и колхозник с Приднепровья Иван Орлюк стал солдатом. Участнику первых боёв на Днепре, ему выпали тяжелейшие испытания: оккупация Украины, сожжённое село и смерть родителей, гибель товарищей, собственное ранение, полученное при переправе, когда казалось, что его уже нельзя спасти. Но Иван выжил и дошёл до Берлина. А вернувшись домой, встретился со своей невестой Ульяной и принял первый сев на освобождённой земле.

## В ролях
| Актёр                 | Роль                                                |
| --------------------- | --------------------------------------------------- |
| Николай Винграновский | Иван Орлюк                                          |
| Борис Андреев         | Генерал Глазунов                                    |
| Сергей Лукьянов       | Учитель Рясный Василий Маркович                     |
| Василий Меркурьев     | Хирург Богдановский                                 |
| Светлана Жгун         | дочь Рясного, учительница истории Ульяна Васильевна |
| Михаил Майоров        | Майор Величко                                       |
| Зинаида Кириенко      | Мария                                               |
| Борис Бибиков         | Фон Бреннер                                         |
| Волдемар Акуратерс    | Шредер                                              |
| Владимир Зельдин      | Грибовский                                          |
| Борис Новиков         | Мандрыка                                            |
| Евгений Бондаренко    | Роман Клунный                                       |
| Александр Романенко   | Семён Клунный                                       |
| Антонина Богданова    | Антонина                                            |
| Сергей Петров         | отец Ивана Орлюка Демид                             |
| Вера Капустина        | мать Ивана Орлюка Татьяна                           |
| Майя Булгакова        | Олена Ступакова                                     |

### В эпизодах
| Актёр               | Роль                    |
| ------------------- | ----------------------- |
| Василий Витрищак    | Отец инвалида           |
| Павел Винник        | Капитан Шульц           |
| Владимир Гуляев     | Член военного трибунала |
| Елена Максимова     | Мать инвалида           |
| Леонид Пархоменко   | Солдат                  |
| Алексей Покровский  | Офицер в штабе          |
| Нина Сазонова       | Мать Марии              |
| Владимир Селезнёв   | Инвалид                 |
| Александр Хованский | Павел Данилович Вирский |
| Евгений Шутов       | Разведчик               |
| Геннадий Юхтин      | Стёпа                   |
| Лев Лобов           | полицай. Курбацкий      |

### Нет в титрах
| Актёр               | Роль                 |
| ------------------- | -------------------- |
| Николай Довженко    | Немец                |
| Валерий Рыжаков     | Школьник             |
| Ольга Реус-Петренко | Учительница          |
| Григорий Михайлов   | Штабист              |
| Фёдор Одиноков      | Генерал-майор        |
| Николай Хрящиков    | Генерал              |
| Виктор Речман       | Петров               |
| Иван Бондарь        | Нечитайло            |
| Леонид Князев       | Хирург               |
| Александр Кузнецов  | Штабной офицер       |
| Любовь Калюжная     | Жена Романа Клунного |
| Степан Борисов      | Колхозник            |

## Съёмочная группа
- Автор сценария — Александр Довженко
- Режиссёр-постановщик — Юлия Солнцева
- Операторы: Фёдор Проворов, Алексей Темерин
- Художник — Александр Борисов
- Композитор — Гавриил Попов
- Звукооператоры: Игорь Урванцев, Яков Харон
- Режиссёр — Л. Басов
- Второй оператор — Владимир Минаев
- Монтаж В. Москвина, А. Абрамова
- Грим — И. Чеченин
- Костюмы: Ш. Быховская, Г. Епишин
- Художник-декоратор — Александр Самулекин
- Комбинированные съёмки:

оператор — Борис Травкин
художник — Михаил Семёнов
- Редактор — И. Ростовцев
- Режиссёр-практикант — А. Чемодуров
- Военный консультант — генерал армии Маркиан Попов
- Оркестр Управления по производству фильмов

Дирижёр — Григорий Гамбург
- Директора́ картины: Л. Канарейкина, И. Солуянов
- Авторский текст читает Сергей Бондарчук

## Критика
Это грандиозный по замыслу и прекрасный по выполнению фильм. Как чудесно, что великое творчество Довженко продолжает дарить нам новые плоды. Режиссёр Ю. Солнцева глубоко чувствует особенности творческой манеры Довженко.
— Жорж Садуль, «Правда» 8 мая 1961

«Повесть пламенных лет» в постановке Юлии Солнцевой с отдельными её недостатками и с теми мнимыми недостатками, которые будут находить в ней противники стиля Довженко, — большой и бесспорный успех нашего искусства кино и художественной литературы. Мы слышим живой голос ушедшего от нас поэта…
— В. Перцов, «Огонёк» № 6 1961